# Contest, Mayenne

Contest este o comună în departamentul Mayenne, Franța. În 2009 avea o populație de 908 de locuitori.